# Yucuita
Yucuita es un sitio arqueológico localizado en el municipio mixteco de San Juan Yucuita (poniente de Oaxaca, México). Fue fundado por los mixtecos durante el Período Preclásico como una pequeña aldea dedicada a la agricultura y al comercio de la obsidiana. Por su antigüedad y la continuidad de su ocupación por grupos humanos — que abarca del siglo XIV a. C. al siglo IX de nuestra era— Yucuita es uno de los sitios arqueológicos más estudiados relacionados con la cultura mixteca.

## Toponimia
Yucuita es un topónimo de origen mixteco. Es la unión de las palabras yúcu=cerro e ita=flor. Se traduce como Cerro de las flores.

## Descripción
Ubicada en una pequeña planicie de la Sierra Mixteca oaxaqueña, la zona arqueológica de Yucuita dista 86 kilómetros con dirección noroeste respecto a Oaxaca de Juárez, capital del estado de Oaxaca. Aunque las poblaciones mixtecas precolombinas no se caracterizan por una arquitectura monumental, en Yucuita se conservan dos complejos arquitectónicos que han sido objeto de numerosas investigaciones a partir de la década de 1930, cuando Esteban Avendaño exploró la zona (1933). Uno de los complejos arquitectónicos de Yucuita estaba dedicado a la vivienda de la élite gobernante de la población. Está compuesto por una plataforma construida sobre una ladera de un cerro. Sobre esta plataforma se localizan los restos de un conjunto habitacional construido en torno a un patio central. El segundo complejo corresponde al centro ceremonial, del que sólo quedan los restos de la plataforma y dos muros de grandes dimensiones. En Yucuita, como en otros centros mixtecos del Preclásico, se han encontrado indicios de la producción de la cerámica Rojo sobre Bayo.

## Estado actual
Los trabajos de exploración de la zona arqueológica se suspendieron desde hace años por posible falta de presupuesto por parte del INAH y ha quedado inconclusa. El descuido de dicha zona y lo poco explorable han hecho que esta localidad no tenga visitantes a la zona, así mismo el museo de San Juan Yucuita donde se observaban réplicas de las piezas encontradas en esta zona arqueológica ha cerrado sus puertas al público. 
No restando la importancia que haya tenido la zona arqueológica en sus épocas, hoy en día no figura dentro de las zonas arqueológicas importantes del Estado de Oaxaca y específicamente de la región Mixteca que se difundan con el fin de atraer turismo a la localidad y generando divisas para los pobladores; aunado a la falta de servicios generales y el poco interés de la autoridad municipal de la comunidad para reiniciar con los trabajos de exploración de la zona.